# Стримбень (Молдова)
Стримбень (рум. Strîmbeni) — село у Гинчештському районі Молдови. Входить до складу комуни, адміністративним центром якої є село Онешть.

## Населення
За даними перепису населення 2004 року у селі проживали 282 особи.
Національний склад населення села:
| Національність | Кількість осіб | Відсоток |
| -------------- | -------------- | -------- |
| молдавани      | 269            | 95,4%    |
| українці       | 6              | 2,1%     |
| росіяни        | 6              | 2,1%     |
| болгари        | 1              | 0,4%     |
| Всього         | 282            | 100%     |